# Thomas Doyle (Fußballspieler, 1992)
Thomas „Tom“ Doyle (* 30. Juni 1992 in Auckland) ist ein neuseeländischer Fußballspieler, der zurzeit für den Auckland City FC spielt.

## Karriere

### Verein
Doyle wurde beim Auckland City FC ausgebildet. Allerdings kam er dort genauso wie bei seiner nächsten Station, den Miramar Rangers, zu keinem Einsatz im Seniorenbereich, er gewann aber mit dem Verein aus Auckland die OFC Champions League im Jahr 2011. Im Sommer 2012 wechselte er zum Team Wellington, bei dem er seine ersten Einsätze in der höchsten neuseeländischen Spielklasse, der New Zealand Football Championship, absolvierte. Nach zwei Spielzeiten wechselte er im Sommer 2014 zu Wellington Phoenix. Dort kam er auch zu seinem ersten Einsatz im Profibereich in der A-League, als er am 12. Oktober 2014, dem 1. Spieltag, bei der 1:2-Heimniederlage gegen Perth Glory in der Startformation stand.
Im Sommer 2019 wechselte er zum ersten Mal ins Ausland nach Deutschland zum Drittligisten Chemnitzer FC. Nach nur wenigen Monaten und insgesamt acht Spielen für seinen Verein löste er seinen Vertrag wieder auf, um in seine Heimat zurückzukehren. Im Januar 2020 schloss er sich daraufhin seinem Jugendverein Auckland City FC an.

### Nationalmannschaft
Sein Debüt für die Neuseeländische Fußballnationalmannschaft feierte er am 8. September 2014 bei der 1:3-Auswärtsniederlage im Freundschaftsspiel gegen Usbekistan, bei der er in der Startformation stand. 
Mit der Nationalmannschaft gewann er im Jahr 2016 die Fußball-Ozeanienmeisterschaft.

## Erfolge
Neuseeland
- Sieger OFC Nations Cup: 2016

Auckland City FC
- Sieger OFC Champions League: 2011